# فادي بيكو
فادي بيكو (6 مايو 1991 بحلب في سوريا - ) هو لاعب كرة قدم سوري في مركز الهجوم. شارك مع منتخب سوريا تحت 20 سنة لكرة القدم ومنتخب سوريا تحت 23 سنة لكرة القدم. أما مع النوادي، فقد لعب مع نادي الاتحاد ونادي الإنتاج الحربي ونادي الشرطة ونادي الصقر.